# Titularbistum Cibalae
Das Bistum Cibalae (italienisch diocesi di Cibale, lateinisch Dioecesis Cibaliensis) ist ein Titularbistum der römisch-katholischen Kirche. 
Es geht zurück auf einen Bischofssitz in der gleichnamigen Stadt in Pannonien (das heutige Vinkovci in Kroatien).
| Titularbischöfe von Cibalae |                                                |                                        |                   |     |
| Nr.                         | Name                                           | Amt                                    | von               | bis |
| 1                           | Nikola Eterović Titularerzbischof pro hac vice | Kurienerzbischof Apostolischer Nuntius | 30. November 2009 |     |